# カタールとベトナムの関係
カタールとベトナムの二国間関係について述べる。カタールはハノイに、ベトナムはドーハに、それぞれ大使館を設置している。
カタールとベトナムとはアラブ世界の中でも友好的な関係にある。そのことが、ベトナムを含んだ東南アジア諸国連合(ASEAN)のいくつかの国々との強い結びつきを産んでいる。
1986年にベトナムの行ったドイモイ政策の成功を受けて、ベトナムはカタールの投資家にとって新たに主要な投資先となった。駐ベトナムのカタール全権公使によると、湾岸アラブで一番の投資を行っているアラブ首長国連邦による投資とは違い、カタールによる投資は農業、エネルギー、両国間の貿易に焦点を当てていて、それがのちに大きな利益になっているという。
カタールには、ベトナムから一万人を超える移住者がいる。

## 参照
1. ↑  “Huge strides in Qatar-Vietnam ties: Envoy”. The Peninsula (2017年8月26日). 2017年12月29日閲覧。